# Aricia navarredondae
Aricia navarredondae är en fjärilsart som beskrevs av Colin W. Wyatt 1952. Aricia navarredondae ingår i släktet Aricia och familjen juvelvingar. Inga underarter finns listade i Catalogue of Life.